# 이라와디돌고래
이라와디돌고래(학명: Orcaella brevirostris)는 동남아시아 하천의 하구나 해안 근처에 서식한다.

## 분류학
이라와디돌고래는 리처드 오웬에 의해 1866년 신종으로 보고되었다. 이라와디돌고래는 이라와디돌고래속에 속하는 두 종중 하나이다. 외관이 흰돌고래를 닮아 외뿔고래과, 혹은 흰고래과(Delphinapteridae)로 분류하기도 했으나, 지금은 참돌고래과로 분류하고 있다. 유전학적으로 범고래와 근연종이다. 2005년 북오스트레일리아에서 서식하는 이라와디돌고래와 비슷한 종류는 유전자 분석에 의해서 신종으로 명명된 오스트레일리아스넙핀돌고래이다.

## 어원
학명인 brevirostris는 라틴어의 '짧은 입술'에서 유래한다. 한국에서 부르는 강거두돌고래는 일본이 사용한 것을 그대로 차용한 것이며, 이라와디돌고래는 서식지의 이라와디강에서 유래한다.

## 특징
이라와디돌고래는 다른 돌고래와 마찬가지로 멜론 기관과 둥근 머리 부분을 가지고 있다. 입술은 매우 짧다. 등지느러미 역시 짧고 끝이 둥근 삼각형이다. 신체의 2/3 정도의 위치에 자리 잡고 있다. 가슴부분은 길고 폭도 넓다. 전신의 색은 밝은 색인데 등보다 배가 더 희다.
출생 직후의 몸길이는 1m, 체중은 10 kg 정도이고 자라면 2.3m, 130 kg 이상이 된다. 평균 수명은 30년이다. 물에서 속도가 느린 편이다. 회전하면서 상승해 깊은 곳으로 잠수할 때만 꼬리지느러미를 수면쪽으로 올려서 헤엄친다. 스파이 호프 시에 물을 토하는 습성이 있다. 동물원에서 사육되는 것은 지시에 따라 그것을 할 수 있게 훈련시키는 경우도 있다.

## 서식지
이름은 이라와디돌고래지만 아마존강돌고래와 같이 담수에서 서식하는 것이 아니라, 그 근처에서 서식한다. 이라와디강에서 시작해 갠지스강, 메콩강 등 동남아시아의 담수 하천의 하구나 해안 가까이 서식한다. 비슷한 종은 뉴기니 및 북오스트레일리아에서도 서식한다.

## 인간과의 관계
해안에 서식하기 때문에 다른 돌고래보다 인간으로부터 영향을 많이 받을 수 있다. 가장 큰 위험은 기름을 목적으로 한 인간의 포획이다. 이것이 법으로는 금지되어 있지만, 수만 km에 미치는 해안선을 감시하는 것은 매우 어렵기 때문에 실제로는 이 법이 제대로 적용되지 못하고 있다. 베트남이나 태국에서는 그물이나 폭약을 이용해서 고기잡이를 하는 것은 일반적인데 그것 때문에 이라와디돌고래가 치명적인 부상을 입어 개체수가 많이 줄었다. 또한 캄보디아 내전 당시 고래기름을 노리고 폭격을 가한 군인들에게 포획당하기도 했다.
수족관에서 재주를 부리는 목적으로 사육, 전시되는 경우도 있다. 예전에 비하면 감소했으나 일부는 이라와디돌고래에게 계속 영향을 주고 있다. IUCN에서는 마하캄강과 Malampaya Sound 등에서 서식하는 종을 멸종위기등급 위급(CR:Critically Endangered)으로 분류하고 있다.

## 같이 보기
- 고래류의 종 목록
- 해양생물학